# سیارک ۲۶۴۹
سیارک ۲۶۴۹ (به انگلیسی: 2649 Oongaq، نامگذاری:1980WA) دو هزار و ششصد و چهل و نهمین سیارک کشف شده‌است که در ۲۹ نوامبر ۱۹۸۰ کشف شد.
قدر مطلق سیارک برابر ۱۱٫۸۰ است.